# Vinko
Vinko je moško osebno ime.

## Izvor imena
Ime Vinko je različica moškega osebnega imena Vincenc.

## Pogostost imena
Po podatkih Statističnega urada Republike Slovenije je bilo na dan 31. decembra 2007 v Sloveniji število moških oseb z imenom Vinko: 3.422. Med vsemi moškimi imeni pa je ime Vinko po pogostosti uporabe uvrščeno na 74. mesto.

## Osebni praznik
V koledarju je ime Vinko zapisano skupaj z imenom Vincenc.

## Znani nosilci
- Vinko Kambič, slovenski zdravnik otolaringolog in akademik (1920 – 2001)
- Vinko Globokar, slovenski pozavnist, skladatelj  in dirigent (* 1934)
- Vinko Möderndorfer, slovenski pisatelj, dramatik, esejist in režiser (* 1958)